# Taeniophyllum mangiferae
Taeniophyllum mangiferae är en orkidéart som beskrevs av Rudolf Schlechter. Taeniophyllum mangiferae ingår i släktet Taeniophyllum och familjen orkidéer. Inga underarter finns listade i Catalogue of Life.